# Svartsoppa
La svartsoppa (« soupe noire ») est une soupe consommée traditionnellement et majoritairement en Scanie, dans le sud de la Suède. L'ingrédient principal est le sang d'oie (ou parfois de porc).
Elle est souvent servie avant un plat d'oie lors du diner de Mårtens gås le 10 novembre, la veille de la Saint-Martin (11 novembre), réminiscence du festin catholique romain dédié à Martin de Tours.
La soupe noire a existé dans de nombreuses gastronomies à travers le monde, mais s'est effacée face à diverses contraintes et croyances religieuses.